# Učkeken
Učkeken (in russo Учкекен?; in lingua caraciai-balcara: Ючкёкен) è un villaggio della Repubblica autonoma della Karačaj-Circassia, nel Caucaso, centro amministrativo del rajon Malokaračaevskij.
Il villaggio si trova sulla riva destra del fiume Podkumok, 45 km a sud-est della città di Čerkessk e 14 km a ovest di Kislovodsk.